# Pat Bonner
Patrick („Pat”, „Packie”) Joseph Bonner (ur. 24 maja 1960 w Cloughglass) – irlandzki piłkarz grający na pozycji bramkarza.

## Kariera klubowa
Bonner wychował się w amatorskim irlandzkim klubie Keadue Rovers. Następnie w 1975 roku trafił do angielskiego Leicester City. Do 1978 roku występował tam w drużynie młodzieżowej. Wtedy też po występach FA Youth Cup odszedł do szkockiego Celtiku. 14 maja tamtego roku podpisał profesjonalny kontrakt z klubem z Glasgow będąc tym samym ostatnim nabytkiem menedżera Jocka Steina. W pierwszym zespole Celtiku Irlandczyk zadebiutował 17 marca 1979 roku w wygranym 2:1 domowym spotkaniu z Motherwell F.C. Przez pierwsze dwa sezony Packie pełnił rolę rezerwowego i miał mały udział w wywalczeniu mistrzostwa Szkocji w 1979 roku i Pucharu Szkocji w 1980. W wyjściowym składzie „The Bhoys” Pat zaczął grać w sezonie 1980/1981, gdy menedżerem klubu był Billy McNeill. Od tego czasu miał pewne miejsce w drużynie Celtiku. W 1981 i 1982 roku dwukrotnie z rzędu został mistrzem Szkocji wywalczając swoje odpowiednio drugie i trzecie mistrzostwo kraju. W 1983 roku zdobył Puchar Ligi Szkockiej, a po kolejne mistrzostwa kraju sięgnął w 1986 oraz w 1988 roku. Od tego czasu dziewięciokrotnie z rzędu mistrzem zostawał odwieczny rywal Celtiku, Rangers F.C. W 1995 roku za menedżerskiej kadencji Tommy’ego Burnsa Bonner osiągnął swój ostatni sukces - zdobył Puchar Szkocji (wygrał go także w latach 1985, 1988 i 1989). Wtedy też Pat odszedł z zespołu, dla którego rozegrał 642 mecze, w tym 483 w lidze szkockiej. Jego miejsce w Celtiku zajął Gordon Marshall.
W 1995 roku Bonner został bramkarzem zespołu Kilmarnock F.C. Nie zdołał jednak wywalczyć miejsca w podstawowej jedenastce i przez trzy sezony był tylko rezerwowym dla Czarnogórca Dragoje Lekovicia, a także przybyłego w 1997 roku z Celtiku, Marshalla. W sezonie 1998/1999 był bramkarzem grającego w Division Two, Reading F.C. Karierę zakończył po tamtym sezonie i liczył sobie wówczas 39 lat.
| Sezon   | Klub            | Kraj    | Rozgrywki      | Mecze | Bramki |
| ------- | --------------- | ------- | -------------- | ----- | ------ |
| 1978/79 | Celtic F.C.     | Szkocja | Premier League | 2     | 0      |
| 1979/80 | Celtic F.C.     | Szkocja | Premier League | 0     | 0      |
| 1980/81 | Celtic F.C.     | Szkocja | Premier League | 36    | 0      |
| 1981/82 | Celtic F.C.     | Szkocja | Premier League | 36    | 0      |
| 1982/83 | Celtic F.C.     | Szkocja | Premier League | 36    | 0      |
| 1983/84 | Celtic F.C.     | Szkocja | Premier League | 33    | 0      |
| 1984/85 | Celtic F.C.     | Szkocja | Premier League | 34    | 0      |
| 1985/86 | Celtic F.C.     | Szkocja | Premier League | 30    | 0      |
| 1986/87 | Celtic F.C.     | Szkocja | Premier League | 43    | 0      |
| 1987/88 | Celtic F.C.     | Szkocja | Premier League | 32    | 0      |
| 1988/89 | Celtic F.C.     | Szkocja | Premier League | 26    | 0      |
| 1989/90 | Celtic F.C.     | Szkocja | Premier League | 36    | 0      |
| 1990/91 | Celtic F.C.     | Szkocja | Premier League | 36    | 0      |
| 1991/92 | Celtic F.C.     | Szkocja | Premier League | 19    | 0      |
| 1992/93 | Celtic F.C.     | Szkocja | Premier League | 33    | 0      |
| 1993/94 | Celtic F.C.     | Szkocja | Premier League | 31    | 0      |
| 1994/95 | Celtic F.C.     | Szkocja | Premier League | 20    | 0      |
| 1995/96 | Kilmarnock F.C. | Szkocja | Premier League | 0     | 0      |
| 1996/97 | Kilmarnock F.C. | Szkocja | Premier League | 0     | 0      |
| 1997/98 | Kilmarnock F.C. | Szkocja | Premier League | ?     | 0      |
| 1998/99 | Reading F.C.    | Anglia  | Division Two   | ?     | 0      |

## Kariera reprezentacyjna
W reprezentacji Irlandii Bonner zadebiutował 23 maja 1981 roku w przegranym 0:3 towarzyskim spotkaniu z Polską. W 1988 roku Jack Charlton powołał go do kadry na Euro 88. Tam był podstawowym bramkarzem i wystąpił w trzech meczach grupowych: z Anglią (1:0 i gol w 6. minucie), z ZSRR (1:1) i z Holandią (0:1).
W 1990 roku Bonner po raz pierwszy wystąpił w turnieju o mistrzostwo świata. Na boiskach Włoch zagrał w pięciu spotkaniach: grupowych z Anglią (1:1), z Egiptem (0:0) i Holandią (1:1), a także w 1/8 finału z Rumunią (0:0, karne 5:4 - obronił decydujący strzał Daniela Timofte) i ćwierćfinale z Włochami (0:1). Swój ostatni mundial Patrick zaliczył w 1994 w USA. Tam zagrał czterokrotnie: z Włochami (1:0 i gol w 12. minucie), z Meksykiem (1:2), z Norwegią (0:0) oraz w 1/8 finału z Holandią (0:2). W 1996 roku zakończył reprezentacyjną karierę. W drużynie narodowej wystąpił 80 razy.